# ماركو مكاكو
ماركو مكاكو (بالدنماركية: Marco Macaco) فيلم رسوم متحركة دانمركي من إخراج جان رحبك، صدر في عام 2012.

## القصة
يحلم (ماركو ماكاكو) بأن يصبح مُحققًا يحل أعقد الجرائم والألغاز، لكنه في الواقع يعمل كحارس للشاطيء على جزيرةٍ استوائية، ليقضي معظم وقته محاولًا الفوز بقلب الجميلة (لولو).. في أحد الأيام يقوم خصمه (كارلو) ببناء ملهى ضخم على شكل قرد عملاق على الشاطيء الذي يعمل به (ماركو)، تُعجَب (لولو) ببراعة (كارلو)، فيجد (ماركو) الغيور الفرصة ملائمة ليصبح بطلًا في أعين حبيبته وذلك بالتدقيق في أمر هذا الملهى الغامض، وتتوالى الأحداث والمفاجآت.

## وصلات خارجية
- ماركو مكاكو على موقع IMDb (الإنجليزية)
- ماركو مكاكو على موقع روتن توميتوز (الإنجليزية)
- ماركو مكاكو على موقع قاعدة بيانات الأفلام العربية
- ماركو مكاكو على موقع ألو سيني (الفرنسية)
- ماركو مكاكو على موقع أول موفي (الإنجليزية)
- ماركو مكاكو على موقع فيلمافينيتي (الإسبانية)
- ماركو مكاكو على موقع قاعدة بيانات الفيلم (الإنجليزية)
- ماركو مكاكو على موقع ليتربوكسد (الإنجليزية)
- ماركو مكاكو على موقع كينوبويسك (الروسية)